# Río Ameca
El río Ameca es un corto río costero de México de la vertiente del océano Pacífico, que discurre por el estado de Jalisco y desemboca en la bahía de Banderas, cerca de Puerto Vallarta. En su tramo final forma la frontera entre los estados de Nayarit y Jalisco. Tiene una longitud de 230 km y drena una cuenca de 12,214 km².
Nace en el Bosque de la Primavera, a escasos 23 km al oeste de la ciudad de Guadalajara y discurre en dirección oeste. El río toma su nombre de la ciudad de Ameca (56,681 hab. en 2005), que atraviesa. Entre sus afluentes principales están los ríos Ahuacatlán y Amatlán de Cañas.
Recibe sus aguas de lagunas provenientes de los municipios de San Juanito de Escobedo y Magdalena. En su curso, pasa, a lo largo de su recorrido, los municipios de Zapopan, Tala, Teuchitlán, San Martín Hidalgo, Ameca, Guachinango, Mascota, San Sebastián del Oeste y Puerto Vallarta. Tiene un escurrimiento anual de 2,500 m³ de agua y una cuenca de 14,000 km². Sobre su cauce, se construyó la presa de La Vega, cuyo almacenamiento acuífero total es de 44'000,000 de m³ anuales y cuenta con una capacidad de abastecimiento para 9,000 hectáreas. Según la CONAGUA, en la zona de Ameca y su zona de recarga, en un área de 1,391 km², llueve un volumen de 1,336.61 mm³/año, se evapotranspiran alrededor de 1,003.38 mm³/año y escurren 144,418 mm³/año; por lo que la infiltración resulta de 188.81mm³ anuales.